# Sirystes sibilator
A Sirystes sibilator a madarak osztályának a verébalakúak (Passeriformes) rendjébe a királygébicsfélék (Tyrannidae) családjába faj. Egyes szervezetek szerint csak ez az egy faj tartozik a nembe.

## Rendszerezése
A fajt Louis Pierre Vieillot francia ornitológus írta le 1818-ban, a Muscicapa nembe Muscicapa sibilator néven.

## Alfajai
- Sirystes sibilator albocinereus P. L. Sclater & Salvin, 1880 vagy Sirystes albocinereus
- Sirystes sibilator albogriseus (Lawrence, 1863) vagy Sirystes albogriseus
- Sirystes sibilator atimastus Oberholser, 1902
- Sirystes sibilator sibilator (Vieillot, 1818)
- Sirystes sibilator subcanescens Todd, 1920 vagy Sirystes subcanescens

## Előfordulása
Argentína, Brazília és Paraguay területén honos. Természetes élőhelyei a szubtrópusi és trópusi síkvidéki esőerdők és mocsári erdők. Állandó, nem vonuló faj.

## Megjelenése
Testhossza 19 centiméter.

## Természetvédelmi helyzete
Az elterjedési területe rendkívül nagy, egyedszáma ugyan csökken, de még nem éri el a kritikus szintet. A Természetvédelmi Világszövetség Vörös listáján nem fenyegetett fajként szerepel.